# Khúc côn cầu trên cỏ tại Đại hội Thể thao Đông Nam Á 2007
Khúc côn cầu trên cỏ tại Đại hội Thể thao Đông Nam Á 2007 được tổ chức tại Sân vận động Khúc côn cầu ở Trung tâm Thể thao Queen Sirikit, Tỉnh Pathum Thani, Thái Lan.

## Bảng tổng sắp huy chương
| Hạng               | Đoàn               | Vàng | Bạc | Đồng | Tổng số |
| ------------------ | ------------------ | ---- | --- | ---- | ------- |
| 1                  | Malaysia           | 2    | 0   | 0    | 2       |
| 2                  | Thái Lan           | 0    | 1   | 1    | 2       |
| 3                  | Singapore          | 0    | 1   | 0    | 1       |
| Tổng số (3 đơn vị) | Tổng số (3 đơn vị) | 2    | 2   | 1    | 5       |

## Danh sách huy chương
| Nội dung | Vàng | Bạc | Đồng |
| -------- | --- | --- | --- |
| Nam      | Malaysia (MAS) · Ahmad Anuar Sham Kamar · Baljit Singh Sarjab · Hafifi Hafiz Hanafi · Keevan Raj Kali Kavandan · Khairulnizam Ibrahim · Kuhan Shanmuganathan · Logan Raj Kali Kavandan · Mohd Fairus Wanasir · Mohamad Herwan Pami · Mohd Riduan Nasir · Mohd Sallehin Abdul Ghani · Mohd Sufian Mohamad · Muhammad Amerrullah Abdul Aziz · Muhammad Razie Abdul Rahim · Nabil Fiqri Mohammad Noor · Sasitheran Gopalan | Singapore (SIN) · Chia Kai Bin · Enrico Elifh Marican · Harjeet Singh Sio Tarsem · Hazmi Ibrahim · Herman Mansor · Kelvin Lim Yong Sheng · Leon Roger Lim Shi Hao · Mohd Farhan Kamsani · Mohd Ishak Ismail · Mohd Nurizzat Taib · Mohd Sabri Yuhari · Ng Wan Chiang · Ong Kang Wee · Saifulnizam Seftu · Samuel Nee Yong Liang · Shaun Lim Shi Hee | Thái Lan (THA) · Kamonchai Rattanadechakul · Nirut Sukruai · Noppadon Prompimp · Payung Inkaew · Phorntep Potarod · Pornthawee Yingkumpan · Rachan Suwanmanee · Sadakorn Vimuttanon · Seksit Somoechai · Sompop Boonsong · Surasak Thammuangkun · Suthiri Thiposod · Sutus Ongart · Teerapong Limbanyen · Thewarat Maiprasout · Yutana Sutanapat |
| Nữ       | Malaysia (MAS) · Catherine Lambor · Chitra Dwi Arumugam · Ernawati Mahmood · Farah Ayuni Yahya · Fazilla Sylvester Silin · Intan Nurairah Khusaini · Juliani Mohamad Din · Kannagi Arumugam · Nadia Abdul Rahman · Noor Hasliza Ali · Norbaini Hashim · Norfaraha Hashim · Nuraini Abdul Rashid · Nurul Nadia Mokhtar · Sebah Kari · Siti Sarah Nurfarah Ismail                                                         | Thái Lan (THA) · Boonta Duangurai · Chantree Yuengyun · Chittra Deemol · Chutarat Sriyoorod · Dokkoon Seedee · Duangrut Chantaruck · Jesdaporn Tongsun · Jirawari Hoytong · Kamolrat Thongkanarak · Kannika Lewrungrot · Kittiya Chotmanee · Phannipa Phanin · Ratsamee Jaturonratsamee · Somkhoun Sensod · Sukanya Ritngam · Supannee Yimnual      | không được trao giải |